# Carlos Vaquera
 (janvier 2017).
Carlos Vaquera est un animateur de télévision et créateur d'illusions/mentaliste hispano-belge, né le 8 décembre 1962 dans la province espagnole du León. Il vit actuellement à Bruxelles.

## Biographie
Il arrive en Belgique à l'âge d'un an. Son père, militaire au sein de l'armée de l'air espagnole décide de fuir le régime franquiste, immigre en Belgique et s'installe tout d'abord à Forest, puis à Woluwe-Saint-Lambert où Carlos suit ses humanités.
À 17 ans, il découvre la magie par l'intermédiaire d'un ami dont le frère est magicien amateur. Après deux mois d'entraînement, Carlos lui présente les tours qu'il a assimilés ; impressionné, son ami l'emmène au Greenwich, une brasserie bruxelloise réputée pour sa scène ouverte aux magiciens. 
L'année suivante, il entame des études pour devenir professeur de gymnastique, mais il lui reste encore un an lorsque le metteur en scène Bernard De Coster l'engage comme comédien magicien. À  21 ans, il décide finalement de faire de la magie son métier et devient le premier artiste en Belgique à vivre exclusivement de la magie de proximité.
Il fait ses premiers pas à l'écran en 1992 sur RTL-TVI, où il apparaît dans l'émission Entrée libre. La RTBF lui confie rapidement l'animation Carlos et les autres, puis La Bande à Carlos.
La consécration arrive en 1996 lorsque la RTBF lui propose de présenter Pour la gloire, un télécrochet hebdomadaire destiné à révéler de nouveaux talents. Diffusé jusqu'en 2002, le programme devient un véritable phénomène d'audience et fait de lui l'un des visages incontournables du divertissement francophone de ces années.
Après plusieurs années consacrées à la scène, il retrouve RTL-TVI en 2012 en tant que membre du jury de Belgium’s Got Talent. 
Parallèlement à ses activités télévisuelles, il explore la fiction et les arts vivants : en septembre 2014, il tient le rôle principal dans L’Anagramme des sens de Sylvie Godefroid au Théâtre Fou Rire (Anderlecht) ; la même année, il lance une tournée originale dans les complexes Kinépolis de Belgique et de France, transformant les salles de cinéma en scènes de spectacle.
L’année 2015 marque son passage au grand écran avec Ronins, un film d’action signé Ghislain Brycks où il incarne un manipulateur traqué par la police. Il poursuit cette voie en 2021, interprétant Neville Devenham à partir de l’épisode 17 de la série HBO Theodosia, puis fait une apparition en 2022 dans Au croisement des trois chemins d’Evgueni Zaytsev. Entre-temps, il s’associe au projet d’opéra-rock belge Hopes initié par le chanteur Alec Mansion, ajoutant une dimension musicale à son parcours déjà éclectique.

## Prix
Tout au long de sa carrière, il s'illustre en remportant plusieurs prix internationaux : le Ring de l'IBM à Bruxelles (1986), la Society of American Magicians à Las Vegas (1987), l'International Brotherhood of Magicians à Nashville (1987) et le concours Ron Mac Millan (1987), avant de recevoir le prestigieux Mandrake d'Or à Paris en 2005.

## Compétences
Spécialiste de la magie de proximité (close-up magic) et du mentalisme, Carlos captive par l'alchimie qu'il arrive à créer avec son public. Il a déjà sogné quatre one-man-shows - Démons et Merveilles, iMAGIEnaire, L'Apprenti-Sage et « Rien » - qui mêlent illusions et humour.
Parallèlement à la scène, il est conférencier et formateur. Ses interventions, mi-spectacle mi-atelier, abordent la communication non verbale, les techniques d'influence, la négociation irrationnelle, ainsi que la gestion du stress, des conflits et la confiance en soi.
Journaliste pour Belgium Budo, la première revue belge consacrée aux arts martiaux, il est aussi l'auteur de plusieurs ouvrages, dont Les Maîtres du Temps Promotionnel, le premier guide francophone dédié à l'animation promotionnelle. En effet, ce passionné d'arts martiaux japonais détient un 6ème dan de karaté Shitō-ryū et pratique le Mastro Defence System de Frédéric Mastro.
Grand voyageur - il aime répéter que "la richesse, c'est d'aller dans plein d'endroits différents" - Carlos a successivement endossé les rôles de comédien, improvisateur, animateur, conférencier, auteur, formateur et journaliste, témoignant d'une polyvalence et toujours en mouvement.

## Vie privée
Il est père d'une fille prénommée Shauna Luna, née 8 octobre 2003.